# Аташевац
Аташевац је насељено мјесто у Босни и Херцеговини у Општини Дрвар које административно припада Федерацији Босне и Херцеговине. Према попису становништва из 2013. у насељу је живјело 12 становника.

## Географија
Смјештен је подно планине Клековаче, десетак километара од Дрвара.

## Становништво
|           | 2013.       | 1991.       | 1981.       | 1971.        |
| Укупно    | 12 (100,0%) | 20 (100,0%) | 38 (100,0%) | 154 (100,0%) |
| Срби      | 12 (100,0%) | 20 (100,0%) | 38 (100,0%) | 145 (94,16%) |
| Бошњаци   | –           | –           | –           | 8 (5,195%)1  |
| Црногорци | –           | –           | –           | 1 (0,649%)   |

1. 1 На пописима од 1971. до 1991. Бошњаци су пописивани углавном као Муслимани.